# Toutlemonde
Pour les articles ayant des titres homophones, voir Tout-le-Monde et Toulemonde.
Toutlemonde est une commune française située dans le département de Maine-et-Loire en région Pays de la Loire. La commune est créée en 1864. Ses habitants sont appelés les Toutlemondais.

## Géographie

### Localisation
Commune angevine des Mauges, Toutlemonde se situe à la périphérie de Cholet, sur les routes D 158, Cholet, D 148, Nuaillé / Yzernay, et D 158, Chanteloup-les-Bois.
Elle est juxtaposée aux communes de Cholet, de Mazières-en-Mauges, de Maulévrier, de Vezins, de Chanteloup-les-Bois et de Nuaillé.

### Climat
Pour des articles plus généraux, voir Climat des Pays de la Loire et Climat de Maine-et-Loire.
En 2010, le climat de la commune est de type climat océanique altéré, selon une étude du CNRS s'appuyant sur une série de données couvrant la période 1971-2000. En 2020, Météo-France publie une typologie des climats de la France métropolitaine dans laquelle la commune est exposée à un climat océanique et est dans une zone de transition entre les régions climatiques « Bretagne orientale et méridionale, Pays nantais, Vendée » et « Moyenne vallée de la Loire ».
Pour la période 1971-2000, la température annuelle moyenne est de 11,5 °C, avec une amplitude thermique annuelle de 14,3 °C. Le cumul annuel moyen de précipitations est de 788 mm, avec 12,2 jours de précipitations en janvier et 6,3 jours en juillet. Pour la période 1991-2020, la température moyenne annuelle observée sur la station météorologique de Météo-France la plus proche, sur la commune de Cholet à 8 km à vol d'oiseau, est de 12,3 °C et le cumul annuel moyen de précipitations est de 772,5 mm,. Pour l'avenir, les paramètres climatiques de la commune estimés pour 2050 selon différents scénarios d'émission de gaz à effet de serre sont consultables sur un site dédié publié par Météo-France en novembre 2022.

## Urbanisme

### Typologie
Au 1er janvier 2024, Toutlemonde est catégorisée bourg rural, selon la nouvelle grille communale de densité à sept niveaux définie par l'Insee en 2022.
Elle est située hors unité urbaine. Par ailleurs la commune fait partie de l'aire d'attraction de Cholet, dont elle est une commune de la couronne,. Cette aire, qui regroupe 26 communes, est catégorisée dans les aires de 50 000 à moins de 200 000 habitants,.

### Occupation des sols
L'occupation des sols de la commune, telle qu'elle ressort de la base de données européenne d’occupation biophysique des sols Corine Land Cover (CLC), est marquée par l'importance des territoires agricoles (90,4 % en 2018), en diminution par rapport à 1990 (92,1 %). La répartition détaillée en 2018 est la suivante : 
terres arables (53,9 %), prairies (34,6 %), forêts (5,4 %), zones urbanisées (4,2 %), zones agricoles hétérogènes (1,9 %). L'évolution de l’occupation des sols de la commune et de ses infrastructures peut être observée sur les différentes représentations cartographiques du territoire : la carte de Cassini (XVIIIe siècle), la carte d'état-major (1820-1866) et les cartes ou photos aériennes de l'IGN pour la période actuelle (1950 à aujourd'hui).

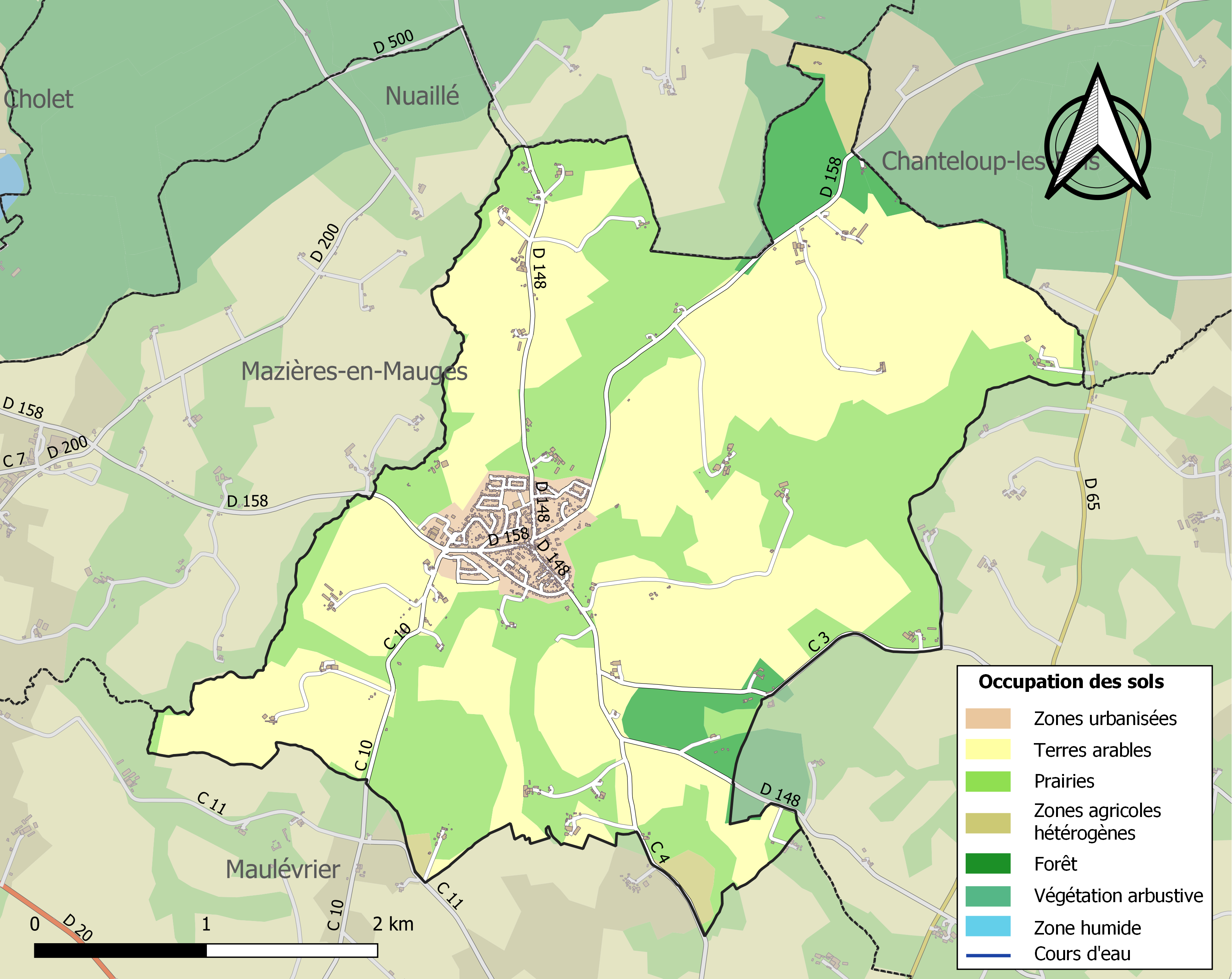
Carte des infrastructures et de l'occupation des sols de la commune en 2018 (CLC).

## Toponymie
Une grande assemblée locale s'y déroulait tous les ans, rassemblant un grand nombre d'habitants du pays. Ce jour-là y venait « tout le monde », qui désignera le lieu, s'écrivant pendant longtemps en trois mots (Tout-Le-Monde),.

## Histoire

### Ancien Régime
Le hameau de Toutlemonde est sous l'Ancien Régime une succursale de la paroisse angevine de Saint-Pierre-des-Échaubrognes. Il est situé au centre des forêts de Breil-Lambert, Vezins et Chanteloup. Chaque année, le premier dimanche de septembre, une grande assemblée locale y réunit des habitants du hameau, de Maulévrier, Yzernay et d'autres communes avoisinantes. Comme succursale, il dépend au XVIIIe siècle du comté de Maulévrier, du présidial et de la sénéchaussée d'Angers, de l'élection de Montreuil-Bellay et du grenier à sel de Cholet,.
En étant augmentée de territoires d'Yzernay et de Maulévrier, la commune de Toutlemonde est créée en 1864 (loi du 2 février promulguée le 17 février),.

### Seconde Guerre mondiale
Durant la Seconde Guerre mondiale, Michel Créac'h, membre de la résistance choletaise, est intercepté par les troupes allemandes le 7 août 1944 à Chanteloup-les-Bois alors qu'il convoie un chargement d'armes. Questionné et torturé, il répond que ce chargement est destiné à « tout le monde ». Se méprenant sur la réponse, les Allemands se rendent alors au village de Toutlemonde où ils rassemblent et interrogent 66 hommes. Un ingénieur parlant allemand, Maurice Ulm, leur explique la méprise, épargnant ainsi la vie des quinze hommes désignés pour le peloton d'exécution,.
En souvenir, une rue du bourg porte son nom,.

## Politique et administration

### Administration municipale

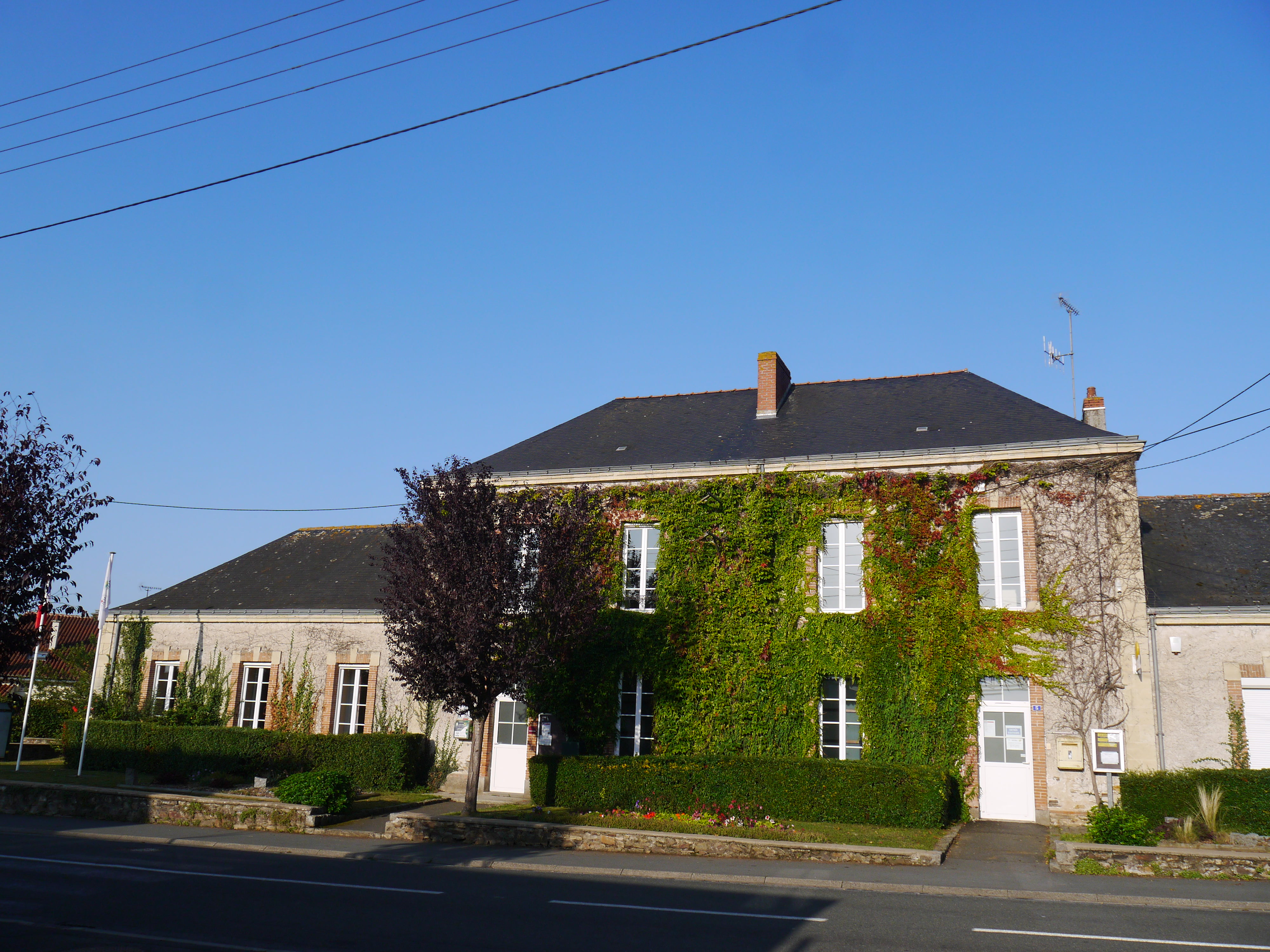
La mairie.

La commune de Toutlemonde est créée par la loi du 2 février 1864,.
| Période                                  | Période                   | Identité                    | Étiquette | Qualité             |
| ---------------------------------------- | ------------------------- | --------------------------- | --------- | ------------------- |
| 17 septembre 1864                        | août 1870                 | Auguste Chéron              |           |                     |
| 17 août 1870                             | mai 1888                  | Alphonse Cesbron            |           |                     |
| 20 mai 1888                              | mai 1900                  | Étienne Formon              |           |                     |
| 13 mai 1900                              | 1919                      | Augustin Pineau             |           |                     |
| 10 décembre 1919                         | 1943 (démission)          | Étienne Formon              |           |                     |
| 1943                                     | 1953                      | Yves Le Gouz de Saint-Seine |           | Exploitant agricole |
| 26 avril 1953                            | 1969                      | Francis Bélouard            |           |                     |
| 1969                                     | 1983                      | Yves Le Gouz de Saint-Seine |           |                     |
| 1983                                     | mars 2001                 | Jean-Claude Perrain         | DVD       |                     |
| mars 2001                                | mars 2008                 | Michel Cochin               |           |                     |
| mars 2008                                | mai 2020                  | Jacques Bou                 |           |                     |
| mai 2020                                 | En cours (au 28 mai 2020) | Gérard Petit                |           |                     |
| Les données manquantes sont à compléter. |                           |                             |           |                     |

### Intercommunalité
La commune est membre de l'agglomération du Choletais, après avoir été dans la communauté d'agglomération du Choletais.

## Population et société

### Démographie

#### Évolution démographique
L'évolution du nombre d'habitants est connue à travers les recensements de la population effectués dans la commune depuis 1866. Pour les communes de moins de 10 000 habitants, une enquête de recensement portant sur toute la population est réalisée tous les cinq ans, les populations de référence des années intermédiaires étant quant à elles estimées par interpolation ou extrapolation. Pour la commune, le premier recensement exhaustif entrant dans le cadre du nouveau dispositif a été réalisé en 2005.

En 2022, la commune comptait 1 316 habitants, en évolution de −1,5 % par rapport à 2016 (Maine-et-Loire : +2,12 %, France hors Mayotte : +2,11 %).
| 1866 | 1872 | 1876 | 1881 | 1886 | 1891 | 1896 | 1901 | 1906 |
| ---- | ---- | ---- | ---- | ---- | ---- | ---- | ---- | ---- |
| 646  | 622  | 614  | 626  | 627  | 582  | 567  | 565  | 564  |

| 1911 | 1921 | 1926 | 1931 | 1936 | 1946 | 1954 | 1962 | 1968 |
| ---- | ---- | ---- | ---- | ---- | ---- | ---- | ---- | ---- |
| 515  | 510  | 467  | 451  | 445  | 475  | 513  | 514  | 544  |

| 1975 | 1982 | 1990 | 1999 | 2005  | 2006  | 2010  | 2015  | 2020  |
| ---- | ---- | ---- | ---- | ----- | ----- | ----- | ----- | ----- |
| 630  | 836  | 973  | 958  | 1 122 | 1 112 | 1 138 | 1 305 | 1 316 |

| 2022  | - | - | - | - | - | - | - | - |
| ----- | - | - | - | - | - | - | - | - |
| 1 316 | - | - | - | - | - | - | - | - |

#### Pyramide des âges
La population de la commune est relativement jeune.
En 2018, le taux de personnes d'un âge inférieur à 30 ans s'élève à 35,9 %, soit en dessous de la moyenne départementale (37,2 %). À l'inverse, le taux de personnes d'âge supérieur à 60 ans est de 22,7 % la même année, alors qu'il est de 25,6 % au niveau départemental.
En 2018, la commune compte 677 hommes pour 651 femmes, soit un taux de 50,98 % d'hommes, largement supérieur au taux départemental (48,63 %).
Les pyramides des âges de la commune et du département s'établissent comme suit.
| Hommes | Classe d’âge | Femmes |
| ------ | ------------ | ------ |
| 0,0    | 90 ou +      | 0,9    |
| 5,1    | 75-89 ans    | 5,6    |
| 16,5   | 60-74 ans    | 17,2   |
| 22,7   | 45-59 ans    | 22,2   |
| 18,5   | 30-44 ans    | 19,7   |
| 15,6   | 15-29 ans    | 14,9   |
| 21,6   | 0-14 ans     | 19,5   |

| Hommes | Classe d’âge | Femmes |
| ------ | ------------ | ------ |
| 0,9    | 90 ou +      | 2,1    |
| 7      | 75-89 ans    | 9,5    |
| 16,2   | 60-74 ans    | 16,9   |
| 19,4   | 45-59 ans    | 18,7   |
| 18,2   | 30-44 ans    | 17,5   |
| 18,8   | 15-29 ans    | 17,6   |
| 19,5   | 0-14 ans     | 17,6   |

### Vie locale
La commune de Toutlemonde possède un terrain de football et une salle de sport à double terrain pouvant servir au tennis, au volley et au badminton. On y trouve aussi une piscine.
Elle possède aussi plusieurs associations : 
- Club sportif : badminton, cycle, basket, football, gymnastique, tennis.
- Association culturelle A.C.T.T. : théâtre, photographie, chorale, échanges des savoirs.
- Associations pour les jeunes et l'éducation : OGELT (association gérante de l'école privée Louis-Ferrand), périscolaire, centre aéré, foyer des jeunes.
- Association de défense contre les animaux nuisibles.
- Association de gérance de la salle paroissiale (A.E.E.).

## Économie
Sur 64 établissements présents sur la commune à fin 2010, 34 % relèvent du secteur de l'agriculture (pour une moyenne de 17 % sur le département), 13 % du secteur de l'industrie, 14 % du secteur de la construction, 30 % de celui du commerce et des services et 9 % du secteur de l'administration et de la santé. Fin 2015, sur les 70 établissements actifs, 21 % relèvent du secteur de l'agriculture (pour 11 % sur le département), 10 % du secteur de l'industrie, 13 % du secteur de la construction, 43 % de celui du commerce et des services et 13 % du secteur de l'administration et de la santé.

## Culture locale et patrimoine

### Lieux et monuments
- Ruines du château de La Crilloire, tours du Moyen Âge.
- Ruines de moulins à vent.
- Église Notre-Dame-de-la-Nativité, datant de 1855.
- Chapelle Saint-Hilaire des XVe et XVIe siècles, transformée en salle paroissiale.
- Chapelle Notre-Dame-de-l'Arceau, construite en 1626.